# Годар, Аньес
Аньес Годар (фр. Agnès Godard; род. 28 мая 1951, Дён-сюр-Орон, Франция) — французский кинооператор.

## Биография
Аньес Годар родилась 28 мая 1951 года в Ден-сюр-Ороне; выросла в провинции. Училась журналистике, но оставила её ради кино. Окончила Государственную высшую школу кинематографических исследований (фр. IDHEC, 1980).
Работала на телевидении, выступала ассистентом у выдающихся мастеров операторского искусства — Саша Верни, Анри Алекана, Роби Мюллера, Дени Ленуара, Дариуса Хонджи в фильмах Микеланджело Антониони, Алена Рене, Джозефа Лоузи, Вима Вендерса, Питера Гринуэя, Бертрана Тавернье. С 1988 работает в постоянном творческом тандеме с Клер Дени.

## Избранная фильмография
- 1986 — Четырнадцатилетняя танцовщица Эдгара Дега / La petite danseuse de 14 ans d’Edgar Degas (Анри Алекан, короткометражный)
- 1991 — Жако из Нанта / Jacquot de Nantes (Аньес Варда)
- 1993 — Отсутствие / L’absence (Петер Хандке)
- 1994 — Мне не спится / J’ai pas sommeil (Клер Дени, номинация на Золотую лягушку Международного фестиваля кинооператорского искусства в Лодзи)
- 1996 — Ненетт и Бони / Nénette et Boni (Клер Дени, номинация на Золотую лягушку Международного фестиваля кинооператорского искусства в Лодзи)
- 1998 — Воображаемая жизнь ангелов / La vie rêvée des anges (Эрик Зонка, номинация на премию Сезар за лучшую операторскую работу)
- 1999 — Я не боюсь жизни / La vie ne me fait pas peur (Ноэми Львовски)
- 1999 — Хорошая работа / Beau travail (Клер Дени, премия Сезар за лучшую операторскую работу, номинация на Европейскую кинопремию, премия Национального союза кинокритиков США)
- 2001 — Что ни день, то неприятности / Trouble Every Day (Клер Дени)
- 2002 — У самого рая / Au plus près du paradis (Тони Маршалл)
- 2002 — Пятница, вечер / Vendredi soir (Клер Дени)
- 2002 — На десять минут старше: Виолончель / Ten Minutes Older: The Cello — эпизод В сторону Нанси (Клер Дени)
- 2003 — Заблудшие / Les égarés (Андре Тешине, номинация на премию Сезар за лучшую операторскую работу)
- 2004 — На дикой стороне / Wild Side (Себастьян Лившиц)
- 2004 — Незваный гость / L’intrus (Клер Дени)
- 2005 — Vers Mathilde (Клер Дени, документальный)
- 2006 — Новый мир / Nuovomondo (Эмануэле Криалезе, номинация на премию Давид ди Донателло)
- 2007 — Просто вместе / Ensemble, c’est tout (Клод Берри)
- 2008 — Дом / Home (Урсула Мейер, номинация на премию Сезар за лучшую операторскую работу, премия братьев Люмьер за лучшее техническое решение)
- 2008 — 35 порций рома / 35 rhums (Клер Дени)
- 2009 — Трезор (Клод Берри)
- 2010 — Симон Вернер исчез... / Simon Werner a disparu… (Фабрис Гобер)
- 2012 — Ты будешь чтить свою мать и свою мать / Tu honoreras ta mère et ta mère (Брижит Роюан[англ.])
- 2013 — Славные ублюдки / Les Salauds (Клер Дени)
- 2013 — Фоли-Бержер (Марк Фитуси)
- 2014 — La Ritournelle (Марк Фитуси)
- 2017 — Впусти солнце / Un beau soleil intérieur (Клер Дени)

## Признание
Номинант и лауреат многих национальных и международных премий. Специальная премия Caméra 300 d’or за вклад в мировое кино на Фестивале имени братьев Манаки (Республика Македония, 2013).